# 村上賢司
村上 賢司（むらかみ けんじ、1970年4月28日 - ）は、日本の映画監督、テレビディレクター。イメージフォーラム付属映像研究所専任講師。

## 人物
群馬県高崎市出身。新島学園高等学校、専修大学文学部卒業。イメージフォーラム付属映像研究所第15期卒業・16期特待生。日本国外の映画祭では、「今村昌平とウディ・アレンの血縁のない末裔」と評されている映画界の奇才。2010年ニッポン・コネクション（ドイツ・フランクフルト）では特集上映が開催された。ドキュメンタリー映画と劇映画とを並行して監督している。また『SWITCH』『週刊金曜日』『散歩の達人』『映画秘宝』『キネマ旬報』などにて執筆活動も行なっている。『夏に生れる』 （1998年作品）は日本映画監督協会新人監督賞の最終候補、横浜美術館収蔵作品。日本全国の秘宝館、ラブホテルなど昭和以降の庶民文化の造詣が深い。

## 受賞歴
- 1995年『原色バイバイ』 イメージフォーラム・フェスティバル入賞
- 1999年『夏に生れる』 ゆうばり国際ファンタスティック映画祭オフシアター部門グランプリ
- 1999年『夏に生れる』 イメージフォーラム・フェステバル審査員特別賞
- 2006年『森達也の「ドキュメンタリーは嘘をつく」』 日本民間放送連盟賞「放送と公共性」部門優秀賞
- 2013年『オトヲカル』 山形国際ドキュメンタリー映画祭スカパー!IDEHA賞

## 作品

### 映画
- 『ななおく』（1988年）
- 『観音菩薩・母光』（1991年）
- 『水心』（1992年）
- 『原色バイバイ』（1995年）

　　・イメージフォーラム・フェスティバル コンペ部門 ノミネート　
- 『月の裏側を走る』（1995年）
- 『二人に真っ暗』（1996年）-ワンピースプロジェクト作品
- 『コマル女』（1996年）-ワンピースプロジェクト作品
- 『夏に生れる』（1998年）

　　・バンクーバー国際映画祭（カナダ）ドラゴン＆タイガーヤングシネマ・アワード ノミネート
　　・ゆうばり国際ファンタスティック映画祭オフシアター部門 ノミネート
　　・イメージフォーラム・フェスティバル コンペ部門  ノミネート　
　　・ロッテルダム国際映画祭（オランダ）招待上映
　　・東京国際映画祭 招待上映
　　・サンフランシスコ国際アジア・アメリカ映画祭 招待上映
　　・フランダース国際映画祭（ベルギー）招待上映
　　・ペサロ映画祭（イタリア）招待上映
　　・ポップコーン映画祭（スウェーデン）招待上映
　　・高崎映画祭 招待上映
　　・シネアジア映画祭（ドイツ）招待上映
- 『風は吹くだろう』（1999年 監督・白石晃士・近藤太）- 出演
- 『俺に冷たい星』（1999年)
- 『心霊ミステリーファイル 呪霊2』（2000年）
- 『おれたちの川 〜濁流編〜』（2000年 監督・近藤太）- 出演
- 『トーキョー×エロティカ』（2001年 監督・瀬々敬久）- 出演
- 『2002年の夏休み ドキュメント沙羅双樹』（2003年 監督・松江哲明）- 撮影
- 『川口で生きろよ!』（2003年）

　　・SKIPシティ国際Dシネマ映画祭 短編コンペ部門　ノミネート
　　・ニッポン・コネクション （ドイツ）招待上映
　　・シネマジア映画祭（オランダ）招待上映
　　・ボゴタ映画祭（コロンビア）招待上映
　　・ヘルシンキ・シネアジア映画祭（フィンランド）招待上映
　　・バルセロナアジア映画祭（スペイン）招待上映
　　・やまがた2003 ドキュメンタリー映画フェスティバル 日本大展望（パノラマ）招待上映
　　・大山子芸術祭（中国 北京）招待上映
　　・香港インディパンダ国際短編映画祭 招待上映
　　・フィルムズ・フロム・ザ・サウス映画祭（ノルウェー）招待上映
- 『呪霊 THE MOVIE』（2003年）
- 『地獄便り』（2004年）

　　・全州国際映画祭（韓国）招待上映
- 『集団自殺刑事』（2004年） - 刑事まつり作品
- 『月と遊ぶ』（2005年） - MV作品
- 『工場萌えな日々』（2006年） - オリジナルビデオ
- 『ファンタスマゴリア ～闇に封印された映像コレクション』（2006年）- オリジナルビデオ
- 『拝啓・扇千景様』（2006年）

　　・ニッポン・コネクション （ドイツ）招待上映
　　・バルセロナアジア映画祭（スペイン）招待上映
　　・バンクーバー国際映画祭（カナダ）招待上映
　　・ゆうばり国際ファンタスティック映画祭　招待上映　
- 『デコチャリ野郎』（2007年） - オリジナルビデオ
- 『俺の流刑地』（2007年）

　　・バンクーバー国際映画祭（カナダ）招待上映 
　　・ゆうばり国際ファンタスティック映画祭　招待上映　
- 『フジカシングルデート』（2007年）

　　・バンクーバー国際映画祭（カナダ）招待上映
　　・レインダンス映画祭 （イギリス）招待上映
　　・ゆうばり国際ファンタスティック映画祭 招待上映　
- 『工場萌えな日々３』（2008年）- オリジナルビデオ
- 『THE造船 常石造船』（2008年）- オリジナルビデオ
- 『ALLDAYS 二丁目の朝日』（2008年）
- 『伊勢エロスの館 元祖国際秘宝館』（2008年）- オリジナルビデオ
- 『性愛の里 北海道秘宝館~その耽美な世界~』（2009年）- オリジナルビデオ
- 『東京NEO魔悲夜2』（2009年 共同監督 金丸雄一）
- 『東京NEO魔悲夜3』（2009年 共同監督 金丸雄一）
- 『細菌列島』（2009年）
- 『ラブホテルコレクション・甘い記憶』（2009年）
- 『ラブドール・抱きしめたい!』（2009年）
- 『パラノーマル・フェノミナン2』（2010年）- オリジナルビデオ
- 『裁判長!ここは懲役4年でどうすか』（2010年　監督・豊島圭介）- 出演
- 『怪談新耳袋殴り込み!劇場版 関東編』（2011年）
- 『怪談新耳袋殴り込み!劇場版 沖縄編』（2011年）
- 『銀鉛画報会』（2011年）- オムニバス作品

　　・山形国際ドキュメンタリー映画祭 招待上映
　　・高崎映画祭 招待上映
- 『ゾンビデオ』（2012年）

　　・ シッチェス・カタロニア国際映画祭（スペイン）招待上映
　　・ メルボルンMONSTER FEST（オーストラリア）招待上映
　　・ゆうばり国際ファンタスティック映画祭　招待上映　
　　・テラコッタ・ファー・イースト映画祭　（イギリス）招待上映
- 『オトヲカル』（2013年）

　　・山形国際ドキュメンタリー映画祭 招待上映　
　　・台湾国際ドキュメンタリー映画祭 招待上映　
　　・ムンバイ国際映画祭（インド） 招待上映　
　　・ARKIPEL ジャカルタ国際ドキュメンタリー・実験映画祭（インドネシア） 招待上映　
- 『愛の神秘 嬉野武雄観光秘宝館』（2014年）- オリジナルビデオ
- 『TEN GOODBYES』（2016年）- オムニバス作品
- 『後ろに振り向け！』（2017年）

　  ・山形国際ドキュメンタリー映画祭 招待上映
　  ・イメージフォーラム・フェスティバル 招待上映
- 『息衝く』（2017年 監督・木村文洋）- 出演
- 『息 Breath』（2020年）
- 『24k』（2021年）
- 『怪談新耳袋Ｇメン ラスト・ツアー』(2021年 監督・佐藤周 ）- 出演

### テレビドラマ
- 『怪奇大家族』（テレビ東京）
- 『怪談新耳袋』（BS-i）
- 『スパイ道2』 （BS-i）
- 『ケータイ刑事 銭形雷』（BS-i）
- 『ショートフィルム道東京少女「西東京タワー少女」』（BS-i）
- 『怪談新耳袋 最終夜』（BS-i・キングレコード）
- 『恋する日曜日 ニュータイプ』（BS-i）
- 『森達也の「ドキュメンタリーは嘘をつく」』（テレビ東京）
- 『占い師・天尽』（CBC）
- 『怪談新耳袋 絶叫編「牛おんな」』（BS-i）
- 『ミルパパ・しあわせの雑貨店』（ミランカ）
- 『東京少女福永マリカ』（BS-i）
- 『マノスパイ』（BS-TBS） - チーフディレクター
- 『音女』（テレビ朝日）
- 『怪異TV』（NHK BSプレミアム） - チーフディレクター・出演
- 『Fiction File：浅宮まりえはなぜ消えた？』（BS-TBS）

### テレビ番組
- NONFIX 『フィルムがなくなる!デジタルが変える映画のミライ』（フジテレビ） - 演出
- NONFIX 『エロスの行方・消えゆく“ 秘宝館 ”』（フジテレビ） - 演出
- 天才てれびくん （NHK教育テレビジョン） - 演出
- ふるさと発元気プロジェクト（BSテレ東） - 演出
- みんなのまち（BSテレ東） - 演出
- 百年の町なみ （BSテレ東） - 演出
- 有吉ジャポン （TBS） - ディレクター
- 人生カラオケ劇場　（BS-TBS） - ディレクター
- TALK ABOUT＋（BS-TBS） - ディレクター
- らくのうびより（TBS） - 演出
- らくのうだより（TBS） - 演出

### CM
- テレビCM『AKB48前田敦子とは何だったのか？」』（avex） - 演出
- テレビCM『ミリオンがいっぱい~AKB48ミュージックビデオ集~』（avex） - 演出
- SIREN ティーザーCM （ソニー・インタラクティブエンタテインメント） - 演出
- PocketStation for PS Vita ティーザーCM「謎のトラックを追え!!」（ソニー・インタラクティブエンタテインメント） - 演出
- テレビCM『鉄道ペディア』（小学館） - 演出
- テレビCM『Amazon×BS-TBS オリジナル短編ドラマ』（Amazon） - 演出

### 舞台
- 138億年未満（2024年11月23日 - 12月8日、東京：本多劇場 / 12月12日 - 16日、大阪：サンケイホールブリーゼ） - 劇中映画演出

### 書籍
- 『ラブホテル・コレクション』（アスペクト）
- 『日本昭和ラブホテル大全』（辰巳出版）
- 『日本昭和エロ大全』（辰巳出版）
- 『権威なき権威 カントク野郎 鈴木則文』（ワイズ出版 小野寺勉 編）
- 『Neverland Diner・二度と行けないあの店で』（ ケンエレブックス 都築響一 編）
- 『日本昭和トンデモエロ大全』（辰巳出版）
- 『皆殺し映画通信　ストライクス・バック』（フィルムアート社 柳下毅一郎 著 柳下氏との2000年代日本映画をめぐるイベント対談を採録）